# 皮耶罗·卡普契里
皮耶罗·卡普契里（義大利語：Piero Cappuccilli，1929年11月9日—2005年7月12日），義大利男中音歌唱家，擅長演繹威爾第筆下的角色。他優秀的呼吸控制和順暢的樂句表现，令他成為20世紀下半葉最偉大的義大利男中音演唱家之一。

## 生平
在的里雅斯特出生。